# Christoffer Huitfeldt
Christoffer Huitfeldt (* um 1501 in Dänemark; † 8. November 1559 in Visborg auf Gotland) war Mitglied des dänischen Reichsrates.

## Leben
Huitfeldts Eltern waren Otte Clausen zu Krumstrup, Skibelundgaard und Lørup († zwischen 1517 und 1529) und dessen Frau Barbara Eriksdatter Blaa († nach 1558). Um 1542 heiratete er Øllegaard Trolle (26. Mai 1513–4. Januar 1578), Tochter des Jacob Trolle (1475–1546) und dessen Frau Kirsten Skave († 1534).
Christoffer Huitfeldt war der älteste Sohn seiner Eltern. Er trat früh in die Dienste Friedrich I. Er zeichnete sich durch besondere Loyalität gegenüber ihm und seinen Nachfolgern aus. In einem Lehnsbrief von 1537 über das „Vor Frue“ Kloster bei Ribe erscheint erstmals der Name Huitfeldt, eine Folge der königlichen Anordnung an den Adel von 1526, einen Familiennamen anzunehmen.
1532 wurde er nach Norwegen auf eine größere Expedition entsandt. In der Grafenfehde handelte er mit Schweden aus, Herzog Christian, den späteren Christian III. zu unterstützen. Er wurde Kapitän eines der Schiffe, die in der Grafenfehde gegen Lübeck kämpften. Christian III. belohnte ihn mit einer Reihe dänischer Lehen, unter anderem Fünen, wo Huitfeldt im Zuge der Durchführung der Reformation 1536 den Bischof gefangen setzte und das Bischofsgut beschlagnahmte.
Im Jahr darauf erhielt Huitfeldt eine ähnliche Aufgabe in Norwegen. Zusammen mit Truid Gregersen Ulfstand sollte er den Erzbischof Olav Engelbrektsson gefangen nehmen, doch dieser floh rechtzeitig nach den Niederlanden. Huitfeldt erhielt nun ganz Norwegen von Sunnmøre bis Vardøhus zu Lehen und residierte im Schloss des Erzbischofs Steinvikholmen.
1541 wurde er mit 200 Soldaten auf zwei Kriegsschiffen nach Island entsandt, um den Aufstand, den die Reformation hervorgerufen hatte, niederzuschlagen. Dort war der von König Christian III. am 15. März 1540 eingesetzte lutherische Superintendent Gizur Einarsson von dem katholischen Bischof Ögmundur Pálsson in Hólar angegriffen worden, und es drohte die Rekatholisierung. Er hatte den Auftrag, den greisen Bischof von Skálholt, Ögmundur Pálsson, gefangen zu nehmen und nach Dänemark zu bringen. Die Isländer beriefen sich auf den Alten Vertrag zwischen Island und dem norwegischen König von 1262, den der König nicht weiter anerkannte. Er erzwang 1541, dass das Allting des Landes die dänische Kirchenordinanz von 1537 annahm. Zur Belohnung erhielt Huitfeldt 1542 das Lehen Bergenhus, das das Gebiet von Lista bis Sunnmøre umfasste. 1545 erhielt er auch noch den Norden bis Finnmark hinzu und 1553 bis 1556 auch noch die Färöer. Innerhalb dieses Gesamtgebietes gab es noch kleinere Lehen, die der König an andere vergeben hatte. Das Lehen von Bergenhus stellte ihn vor die Aufgabe, den Konflikt zwischen der aufstrebenden Bürgerschaft Bergens mit dem Hansekontor, das eine starke Stellung im Nordlands- und Außenhandel innehatte, zu bewältigen. Er kämpfte wie sein Vorgänger aktiv gegen das Handelskontor und betrieb selbst Handel nach Norden. Er verbündete sich mit der norwegischen Bürgerschaft Bergens gegen die Deutschen. Auch erreichte er, dass die deutschen Handwerkerzünfte aufgelöst wurden und sich die Handwerksmeister dem norwegischen Recht zu unterwerfen hatten.
Huitfeldt wurde 1552 Mitglied des dänischen Reichsrates, das Organ des Hochadels innerhalb der dänischen Regierung. Als er 1556 nach Dänemark zurückkehrte, schloss er sich der Opposition gegen die herrschenden Adelsgeschlechter an. Die dadurch eintretende politische Machtverschiebung führte zu einer Belehnung mit Gotland und kurz darauf mit Tromsø.
1559 starb er in Gotland.